# 约翰娜·哈根
约翰娜·哈根（德語：Johanna Hagn，1973年1月27日—），德国女子柔道运动员。她曾代表德国参加1996年夏季奥林匹克运动会柔道比赛，获得女子72公斤以上级铜牌。